# Marcus Garvey
Marcus Mosiah Garvey (ur. 17 sierpnia 1887 w Saint Ann na Jamajce, zm. 10 czerwca 1940 w Londynie) – ideolog czarnego nacjonalizmu (garveizm), uznawany za twórcę podstawowych elementów doktryny ruchu społeczno-religijnego Rastafari, choć sam nigdy się z nim nie utożsamiał.

## Życiorys
Urodził się w Saint Ann na Jamajce w sierpniu 1887 roku. W 1912 roku wyjechał za pracą do Kostaryki. Na emigracji natknął się na dyskryminację rasową czarnych pracowników.  Do ojczyzny powrócił w 1912 roku. Jeszcze w tym samym roku wyjechał do Londynu, gdzie poznał grono czarnych intelektualistów. W 1914 roku ponownie wrócił na Jamajkę. Uruchomił działalność organizacji Universal Negro Improvement Association (Uniwersalny Związek Doskonalenia Czarnych – UNIA). Korespondował z Bookerem Washingtonem, który zaprosił go do Stanów Zjednoczonych. W 1916 roku przypłynął do Nowego Jorku. W Ameryce uległ radykalizacji i zdecydował się na przeniesienie centrali ruchu na kontynent. 1 sierpnia 1920 roku zorganizował w Harlemie pierwszą konwencję UNIA która zgromadziła 25 tysięcy uczestników. Na spotkaniu przedstawił plan utworzenia afrykańskiego państwa narodowego. W ramach prowadzonej przez UNIA akcji Z powrotem do Afryki (ang. Back-to-Africa) założył przedsiębiorstwo przewozowe statków parowych „Black Star Line“, mające wspierać emigrację Czarnych do Afryki. W 1923 roku został oskarżony i skazany za malwersacje finansowe. Przyczyniło się to do utraty przez niego władzy w UNIA. W 1927 roku ułaskawiony przez prezydenta Calvina Coolidge i deportowany na Jamajkę jako osoba niepożądana. UNIA nie odzyskała dawnych wpływów i nie udało się jej przetransportować do Afryki ani jednej osoby, niemniej jednak Garvey był osobą popularną wśród Czarnych na całym świecie uchodząc przy tym za prekursora czarnego nacjonalizmu. Na Jamajce założył Ludową Partię Polityczną (People's Political Party). W 1935 roku w obliczu politycznej porażki przeprowadził się do Londynu gdzie spędził ostatnie lata życia.

## Upamiętnienie
Został przedstawiony na następujących jamajskich monetach:
- monetach obiegowych o nominale 25 centów bitych z przerwami w latach 1991-2012;[3][4]
- monecie obiegowej o nominale 50 centów bitej w latach 1975 roku oraz w latach 1984-1990[5];
- monetach obiegowych o nominale 20 dolarów bitych z przerwami w latach 2000-2022[6][7];
- monecie okolicznościowej o nominale 50 centów wyemitowanej w 1983 roku z okazji 21. rocznicy niepodległości Jamajki[8];
- monecie okolicznościowej o nominale 50 centów wyemitowanej w 1987 roku z okazji setnej rocznicy jego urodzin[9];
- dwóch monetach kolekcjonerskich wyemitowanych w 1987 roku z okazji setnej rocznicy jego urodzin: srebrnej o nominale 10 dolarów oraz złotej o nominale 100 dolarów[10][11].

Jego wizerunek znajdował się także na jamajskim banknocie jednodolarowym;